# Giorgio Trevisan
Giorgio Trevisan (Merano, Bolzano, 13 de octubre de 1934 - Monselice, Padua, 5 de octubre de 2024) fue un dibujante de cómic, ilustrador y pintor italiano.

## Biografía
Tras terminar el liceo classico, Trevisan se mudó a Padua para estudiar Ciencias Agrarias en la Universidad local, pero abandonó sus estudios para trabajar en el estudio del historietista Roy D'Amy en Milán. Debutó en 1956 dibujando un episodio de la serie Cherry Brandy para la editorial Audace (la actual Sergio Bonelli Editore). Esta colaboración duró hasta 1960 y el joven Trevisan tuvo la oportunidad de ilustrar varias series de cómics de género bélico para el mercado británico, editadas por Amalgamated Press y Fleetway. Tras abandonar el estudio de D'Amy siguió colaborando con estas editoriales, realizando los lápices de historietas luego entintadas por dibujantes como Renzo Calegari y Aldo Di Gennaro.
En los años 1960, se mudó a Este, cerca de Padua, donde viviría con su esposa y sus cuatro hijos. Hasta 1977 trabajó como ilustrador para Corriere della Sera, Corriere dei Piccoli y Corriere dei ragazzi, realizando cómics e ilustraciones de género histórico y didáctico/biográfico. Al mismo tiempo, mediante la agencia Maffi realizó historietas para la editorial francesa Lug, que serían editadas también en Italia; en el bienio 1961/1962 dibujó cómics basados en las novelas de Salgari para el editor Vaglieri y, en 1965, volvió a colaborar con el estudio de D'Amy realizando las ilustraciones de novelas para chicos publicadas por Fleetway, además de una versión en historieta de El maravilloso mago de Oz.
A comienzos de los años 1970, realizó ilustraciones para algunas novelas de Mondadori; su colaboración con el Messaggero dei ragazzi, empezada en 1971, le hizo merecer el Premio Europeo Stampa Cristiana. Trabajó también para la editorial Dardo, dibujando la miniserie Medium y varias historietas bélicas para las colecciones Super Eroica, Reportage, Prima linea y Uomini e guerra. A finales de la década entró a formar parte del equipo de dibujantes de la editorial Bonelli, ilustrando series conocidas como Historia del Oeste y Ken Parker. En los años 1980, sobre textos de Giancarlo Berardi, dibujó las versiones en historieta de algunos relatos de Sherlock Holmes, editadas en la revista L'Eternauta. Posteriormente, en los años 1990, sería uno de los dibujantes de Julia. En 2019 dibujó una historia breve de Tex.
Nel 1991, Trevisan realizò los tarots Tarocchi Romantici y Tarocchi del Rinascimento editados por Lo Scarabeo.